# Intim Center
Az Intim Center budapesti szexshop 36 éve, 1989-ben nyílt meg. Fenntartója a 4-Társ Kft.

## Története
Az első magyar szexshop még a rendszerváltás előtt, 1989. november 15-én nyílt meg a Károly körút 14. szám alatt a félemeleten, Intim Center néven. Akkoriban a három T kategória körüli tisztázatlan viszonyok miatt nagy volt a bizonytalanság. A korabeli sajtó is így számolt be a szexuális jellegű üzlet körüli adminisztratív bizonytalanságokról:
"Intim Center néven szexbolt nyílt a fővárosban, a Tanács körút 14. szám alatt. Videókazettáktól kezdve a műizéig mindent lehet kapni. Méghozzá legálisan! Illetve eddig ezt hihettük, hiszen a központi napilapok nagy ovációval számoltak be a bolt megnyitásáról. Most azonban, az Esti Hírlap információja szerint kiderült, hogy szó sincs engedélyekről. Az újság egyik munkatársa felhívta a Művelődési Minisztériumot, s azt az információt kapta, hogy a boltnak nincs joga olyan malacságok árusítására, amelyek a polcokon megtalálhatók. Az ügyet kivizsgálják, de a boltot egyelőre nem zárják be.”
A termékek portfóliója az idők szerint változtak, a kölcsönözhető, illetve megvásárolható pornófilmek kezdetben VHS-en, majd később főleg DVD-n voltak elérhetők. 2022-re megszűnt a videókabinok szolgáltatása, miután az elsődleges pornófogyasztás áttevődött az internetre, ugyanezért a helyben elérhető DVD-filmek száma is visszaesett.

## Szexüzlet
A bolti értékesítés 270 nm-es üzletben folyik. A kínálat szexuális segédeszközökből, kiegészítőkből, filmekből, ajándéktárgyakból és vágyfokozó szerekből áll. A filmkabinokat időközben üzemen kívül helyezték. A termékeket 35 méter hosszú kirakatsor mutatja be, és számuk több mint ötezer. 
Hétfőtől péntekig 9-20 óráig, szombat-vasárnap 9-18 óráig tart nyitva.

## Online webáruház
1999 óta küldenek termékeket nyomtatott katalógusokból lehetett választani, 2009 óta webáruház üzemel. Német és magyar nagykereskedések termékeit árusítják, de importálnak is. Bankkártyás fizetés biztosított, postai vagy GLS futárszolgálat, ill. csomagpontok közül lehet választani. 